# ВЕЦ „Вруток“
„Вруток“ е водноелектрическа централа в Северна Македония, една от трите централи от хидросистемата „Маврово“, включваща още язовира Мавровско езеро и водноелектрическите централи „Върбен“ и „Равен“. „Вруток“ е най-голямата водноелектрическа централа в Северна Македония. Собственост е на държавното предприятие „Електрани на Македония“ (ЕЛЕМ). Разположена е в село Вруток, община Гостивар, в северозападната част на страната.
Централата има 4 турбини, всяка с капацитет от 45.6 MW и общ капацитет на цялата централа 182.4 MW (2012 г.).
Строителството на цялата хидросистема започва през 1948 година, а през 1957 и 1958 г. са пуснати в експлоатация и първите мощности на ВЕЦ „Вруток“. Централата и цялата хидросистема са строени под ръководството на инж. Александър Георгиев.